# Giovanni Prampolini (imprenditore)
Giovanni Prampolini (Villa Ospizio, 3 marzo 1874 – Reggio Emilia, 1º marzo 1934) è stato un imprenditore italiano.

## Biografia
Giovanni Prampolini nacque a Villa Ospizio, frazione di Reggio Emilia, da Girolamo Prampolini e Beatrice Davoli.
Era cugino dell'ingegnere Giovanni Prampolini di Villa Bagno, direttore delle Officine Meccaniche Reggiane. Anche la famiglia dei fratelli Natale e Giovanni Prampolini proveniva da Villa Bagno.
Dopo la scomparsa del padre, avvenuta nel 1886, assunse la gestione dei poderi di famiglia e si applicò nel campo dell'agricoltura. Il 22 ottobre 1900, insieme al fratello Natale, e con il contributo della Cassa di Risparmio di Reggio Emilia, costituì la Fratelli Giovanni e Natale Prampolini. Società collettiva per l'industria della fabbricazione dell'acido solforico e concimi chimici, con sede a Villa Ospizio.
La fabbrica, collegata da un sistema ferroviario alla Off. Mecc. e Fonderie dell'ing. Romano Righi, che nel 1904 divenne Officine Meccaniche Reggiane, nel giro di pochi anni triplicò la produzione, entrando, nel 1904, a far parte della Unione Italiana di Fabbricanti di Concimi Chimici, di cui era direttore Natale, fratello di Giovanni. Agli inizi del secolo, insieme al fratello, aveva acquistato una villa del XVI sec., nota oggi come Villa Tirelli Prampolini, nei pressi di Villa Sesso. Qui espanse i propri affari anche nei settori agricolo e caseario. 
Il 15 ottobre 1894 Giovanni Prampolini sposò Carolina Guidetti. La coppia ebbe una figlia, Elena.
Nel 1914 venne nominato vicepresidente della Associazione Cascinai Reggiani; nel 1918 fu esponente della Federazione Casearia Emilia; nel 1920 invece fu consigliere delegato della Bonifica Parmigiana Moglia. Nel 1921 fu presidente della Camera di Agricoltura di Reggio Emilia; nel 1922 presidente del Sindacato Cascinai. Nel 1923 venne nominato Ufficiale, mentre nel 1926 Commendatore. Sempre nel 1926 fu poi a capo della Società Cremeria Reggiana. 
In seguito, Giovanni Prampolini divenne presidente della Cassa Consorziale Infortuni Agricoli, che successivamente prese il nome di Cassa Mutua Infortuni Agricoli "Emilia". 
Nel maggio 1928, contribuì anche alla formazione del Consorzio volontario per la difesa del formaggio Grana Reggiano. Nel 1931, infine, fu presidente del Consorzio Provinciale per la Viticoltura. Morì a Reggio Emilia il 1º marzo 1934.